# Jean Brusselmans
Jean Brusselmans (Bruxelles, 13 giugno 1884 – Dilbeek, 9 gennaio 1954) è stato un pittore belga.
Dapprima incisore e litografo, si concentra sulla pittura dopo il 1904. Frequenta l’Accademia di Bruxelles. Ad un primo periodo (dal 1900 al 1912) in cui si distinguono i tratti del realismo e dell’impressionismo, segue il cosiddetto periodo del fauvismo brabantino (tra il 1912 e il 1920), caratterizzato in parte dall’influenza degli amici Auguste Oleffe, Rik Wouters e Ferdinand Schriffen. A partire dal 1920 la sua opera è caratterizzata da composizioni geometriche e stilizzate, nelle quali si distingue sia l'uso di ampie aree di colore in grado di comunicare forza ed irruenza espressiva, sia il tratto «costruttivo» della pennellata, alla ricerca di una rigorosità della struttura con esiti definibili quasi in termini di ascetismo. I colori molto forti caratterizzano questo periodo.
Fratello maggiore del compositore Michel Brusselmans, vive a Dilbeek dal 1924 fino alla sua morte nel 1953.

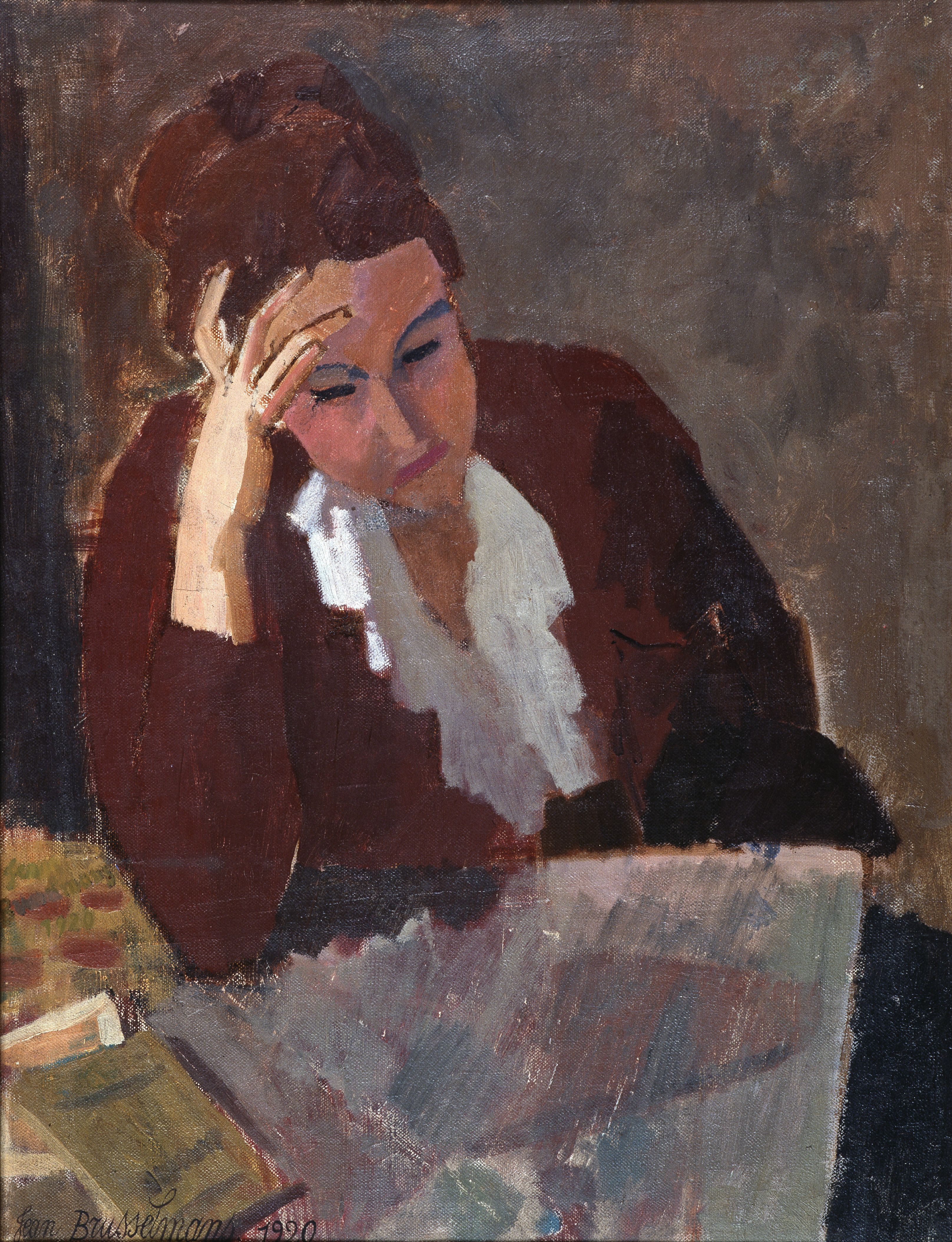
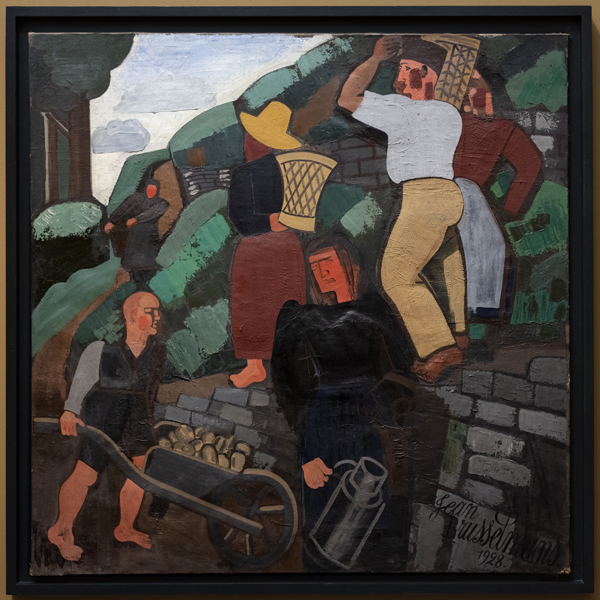
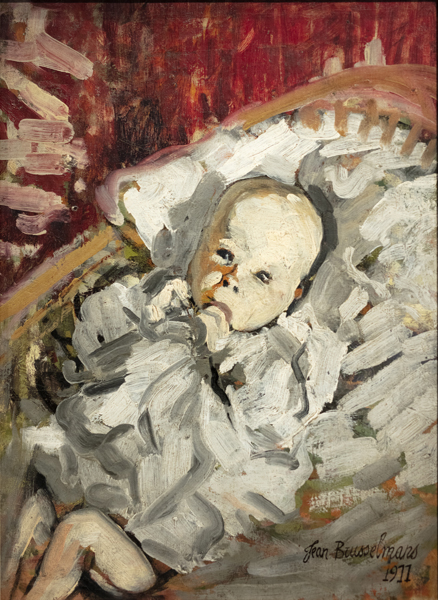